# Kleszcz pospolity
Kleszcz pospolity, kleszcz pastwiskowy, kleszcz psi (Ixodes ricinus) – gatunek pajęczaka z rodziny kleszczowatych. Żyje głównie w lasach, na paprociach, roślinach leśnych. Atakuje liczne ssaki (w tym człowieka) i ptaki. Nienassana samica osiąga długość 4 mm. Ssąca samica może zwiększyć swoją masę 200 razy. Może przenosić choroby takie jak borelioza, kleszczowe zapalenie mózgu, rzadziej tularemia, anaplazmoza i babeszjoza. Może wywoływać również niebezpieczne choroby bydła.

## Morfologia
Kleszcze barwy czerwonobrunatnej, długości do 2,6 mm (samce) i do 3,5 mm (samice). Samice po nassaniu się krwi mogą osiągnąć do około 11 mm długości.
Ryjek jest długi i wyraźnie wyodrębniony od reszty ciała.

## Cykl rozwojowy
Są to kleszcze trójżywicielowe
Samice kleszczy składają ok. 3500 jaj na roślinach, z których po upływie około 30 dni wykluwają się sześcionożne larwy. Larwy atakują zwykle drobne ssaki lub gady, z których po pobraniu krwi odpadają, by po kolejnych 3-4 tygodniach przekształcić się w 8-nożne nimfy. Nimfy atakują najczęściej ssaki takie jak króliki lub zające, pobierają z nich krew przez około 1 tydzień. Po ich opuszczeniu wpadają w stan spoczynku, który trwa 8-12 tygodni i przekształcają się w postać dojrzałą.

## Galeria
Kleszcz pospolity (Ixodes ricinus)

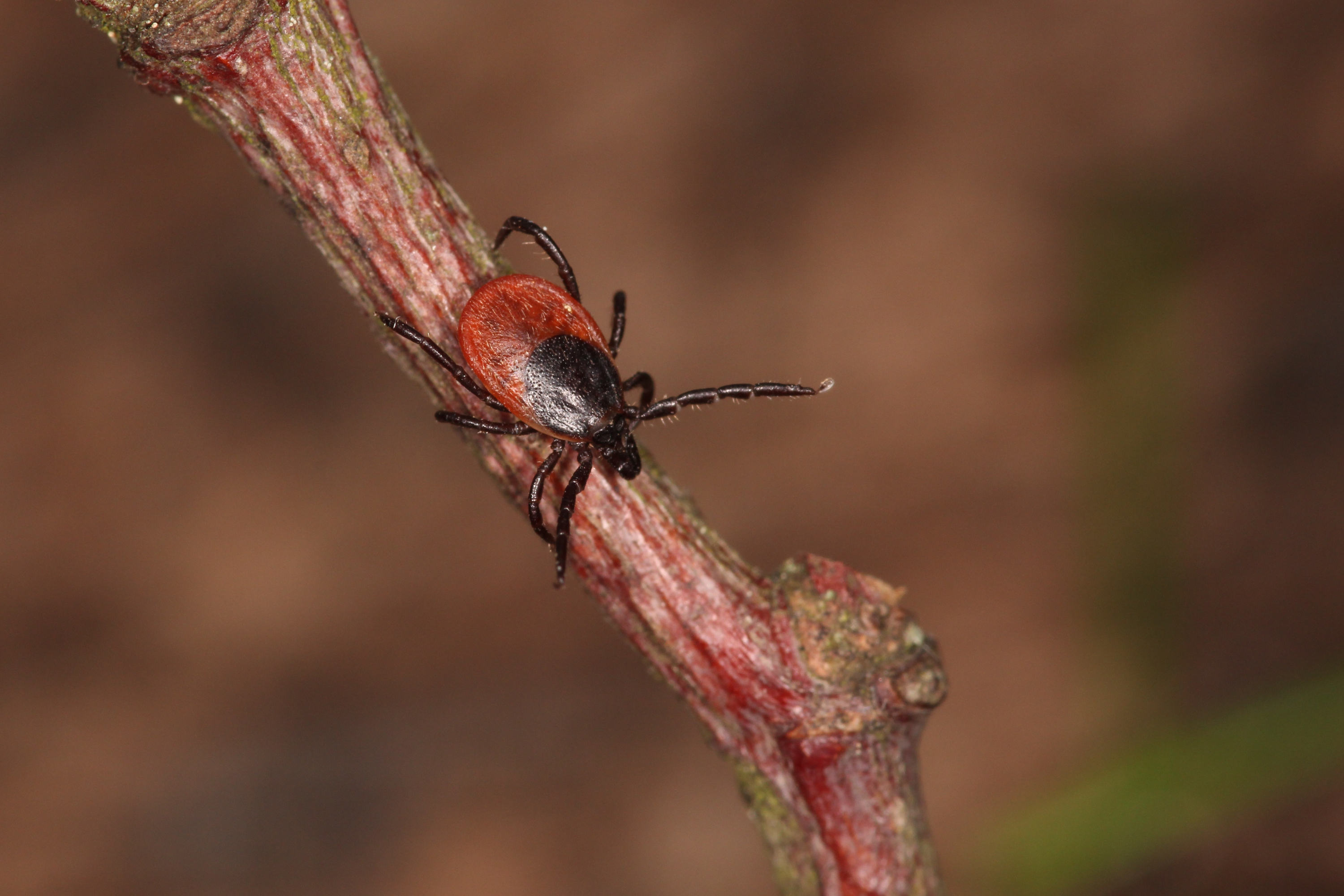
Kleszcz pospolity występuje obecnie na terenie całej Polski
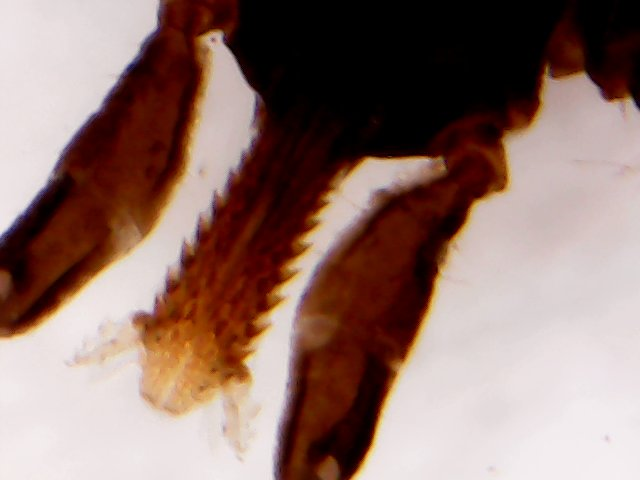
Aparat gębowy kleszcza
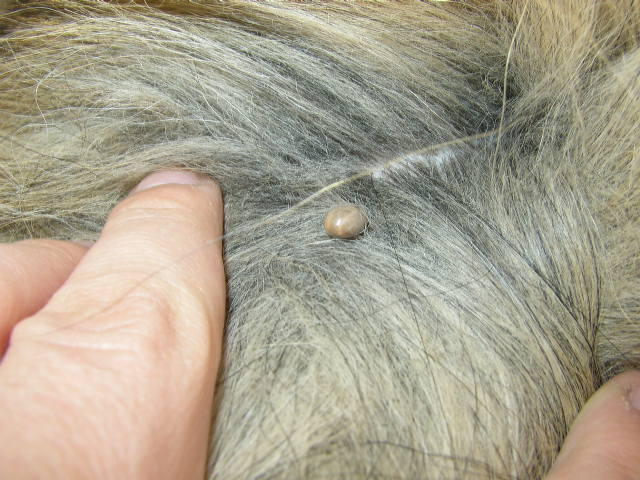
Kleszcze atakują ludzi i zwierzęta w celu pobrania pokarmu
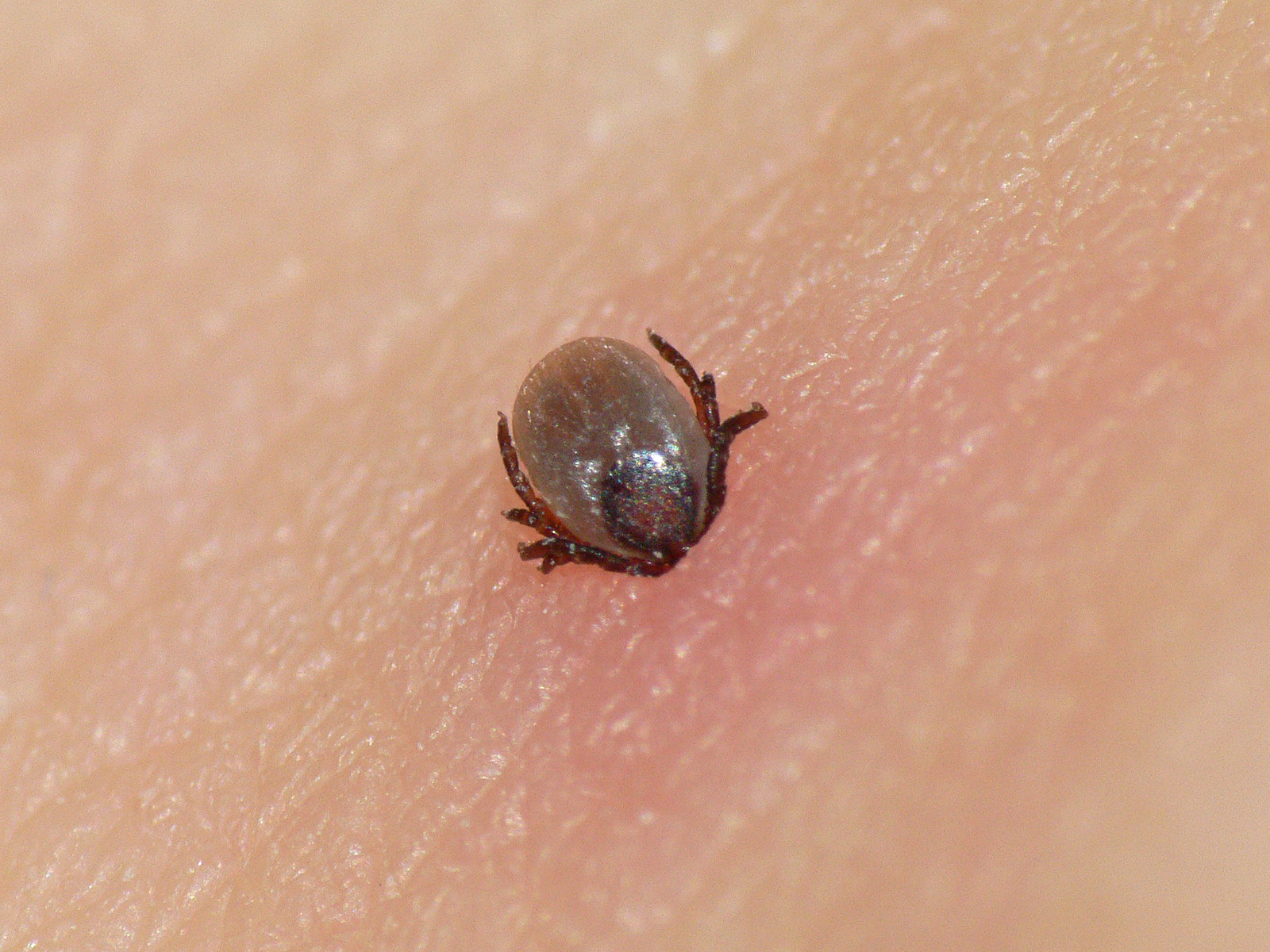
Kleszcz wbity w ludzką skórę
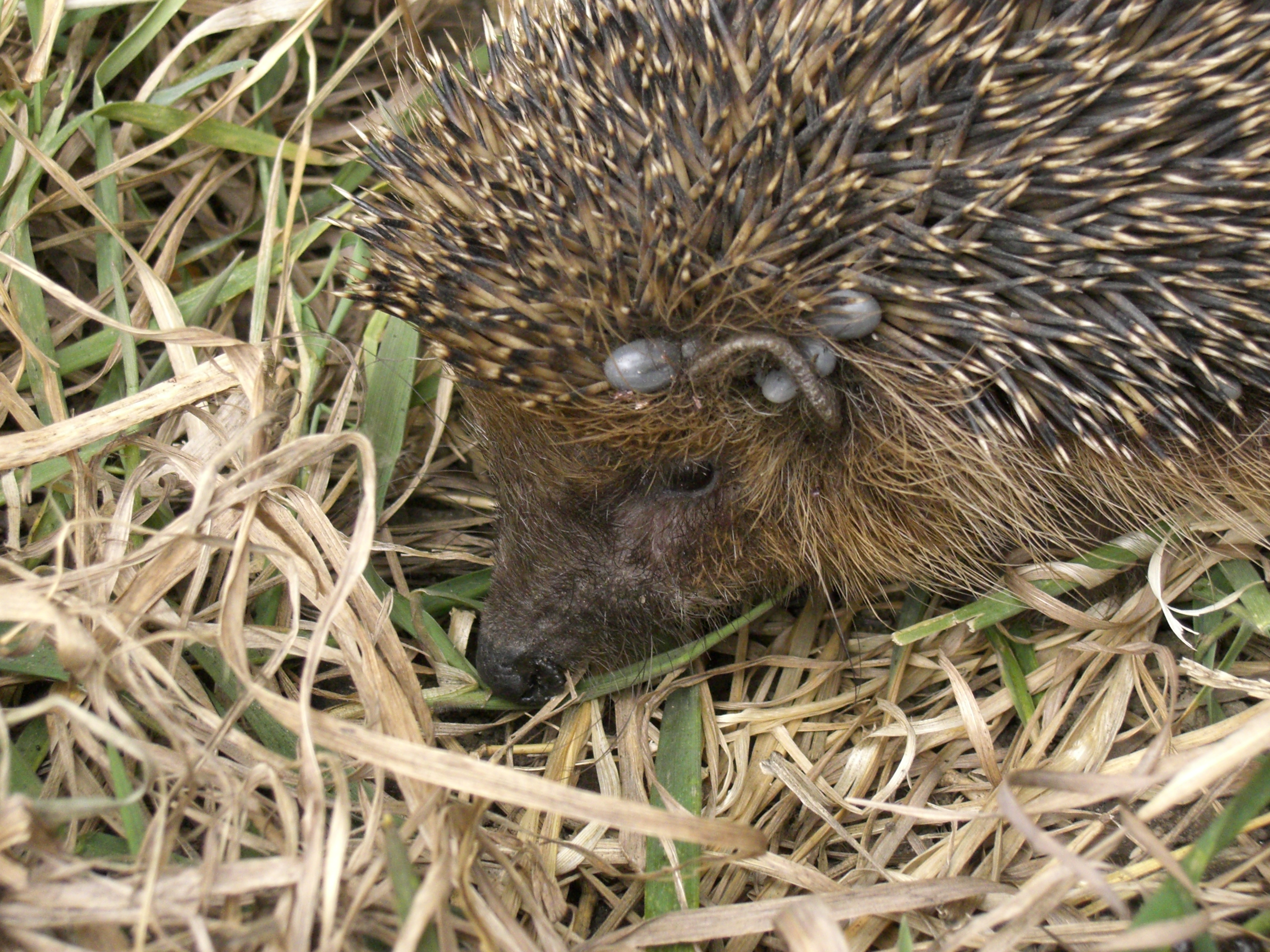
Po nassaniu się krwi samica kleszcza znacznie zwiększa swoje rozmiary
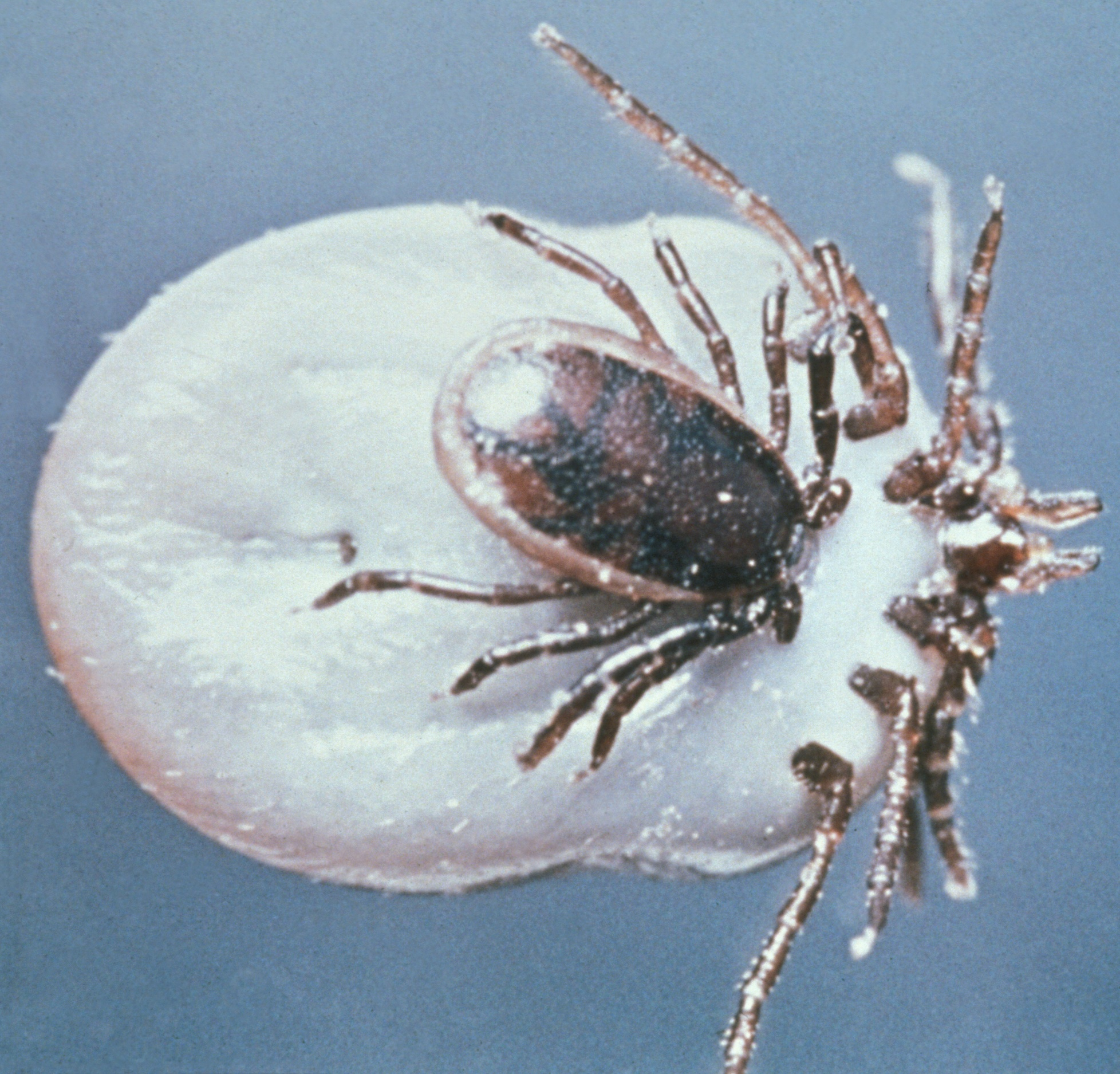
Kopulacja kleszczy
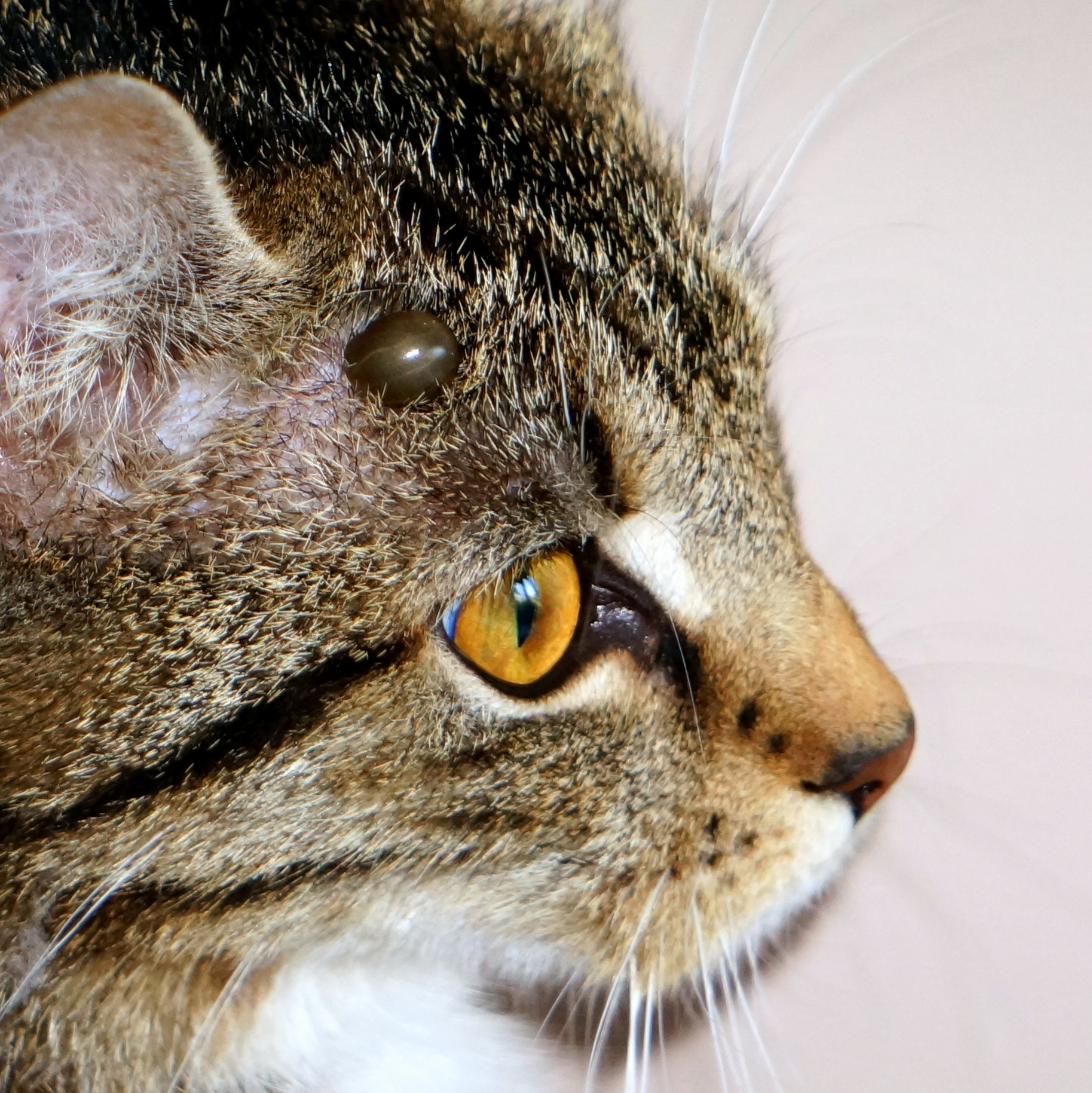
Za chwilę odpadnie od żywiciela
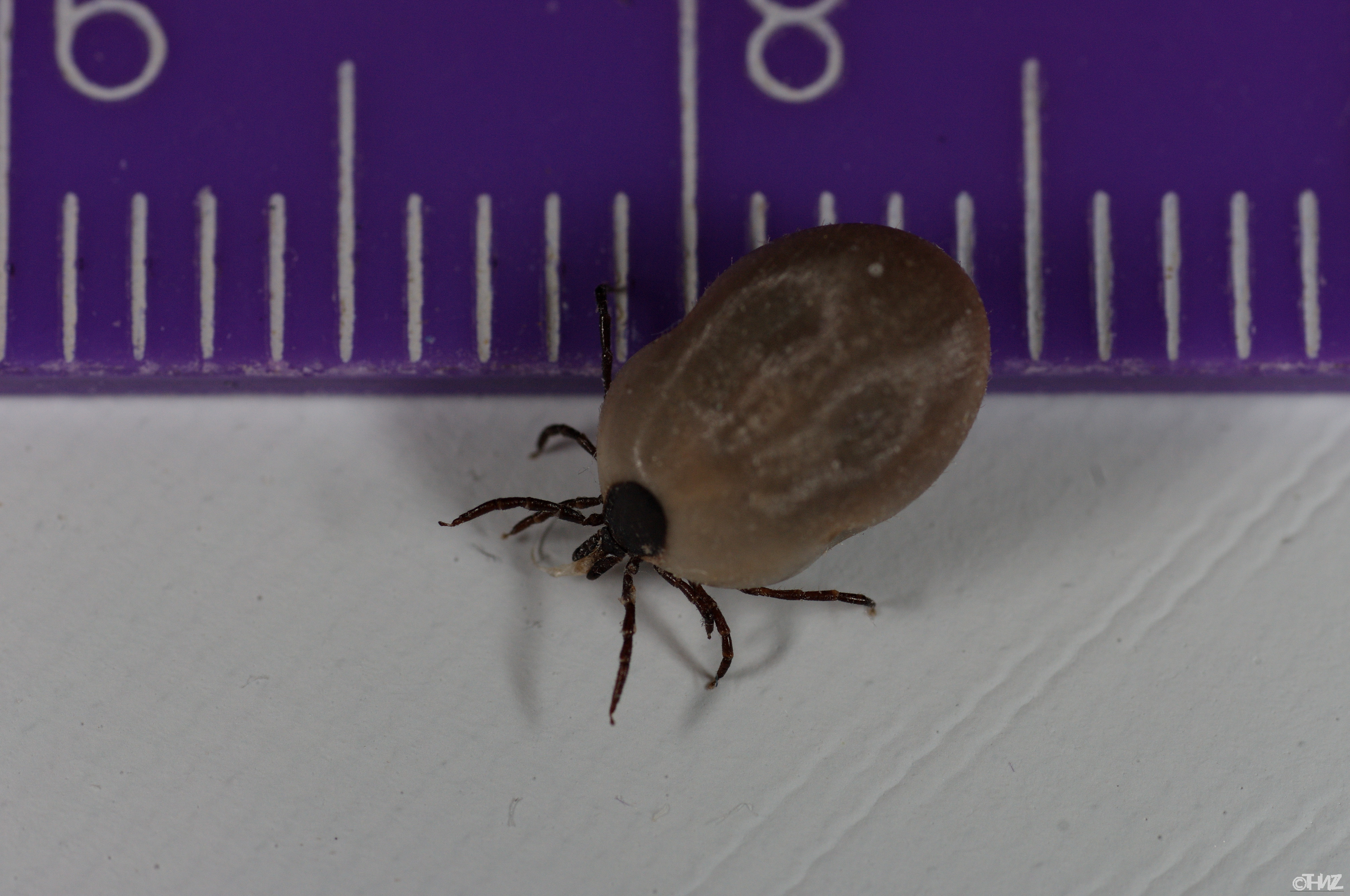
Samica kleszcza po nassaniu się krwi